# سيان (أصفهان)
سيان هي قرية في مقاطعة أصفهان، إيران. عدد سكان هذه القرية هو 224 في سنة 2006.